# Löhnsdorfer Revier bei Göritz
Löhnsdorfer Revier bei Göritz este o arie protejată (arie specială de conservare — SAC, sit de importanță comunitară — SCI) din Germania întinsă pe o suprafață de 91 ha, integral pe uscat.

## Localizare
Centrul sitului Löhnsdorfer Revier bei Göritz este situat la coordonatele 52°01′36″N 12°27′42″E / 52.0267°N 12.4617°E.

## Înființare
Situl Löhnsdorfer Revier bei Göritz a fost declarat sit de importanță comunitară în octombrie 2000 pentru a proteja 3 specii de animale. Situl a fost protejat și ca arie specială de conservare în decembrie 2018.

## Biodiversitate
Situată în ecoregiunea continentală, aria protejată conține 1 habitat natural: Păduri de fag Luzulo-Fagetum.
La baza desemnării sitului se află mai multe specii protejate de  mamifere (3): liliac cârn (Barbastella barbastellus), lupul (Canis lupus), liliac cu urechi mari (Myotis bechsteinii)
Pe lângă speciile protejate, pe teritoriul sitului au mai fost identificate 7 specii de mamifere.